# Cerro Amarillo de Arriba
Cerro Amarillo de Arriba är en ort i Mexiko.   Den ligger i kommunen San Andrés Tuxtla och delstaten Veracruz, i den sydöstra delen av landet, 400 km öster om huvudstaden Mexico City. Cerro Amarillo de Arriba ligger 170 meter över havet och antalet invånare är 760.
Terrängen runt Cerro Amarillo de Arriba är kuperad åt nordost, men åt sydväst är den platt. Runt Cerro Amarillo de Arriba är det ganska tätbefolkat, med 83 invånare per kvadratkilometer. Närmaste större samhälle är San Andres Tuxtla, 4,1 km nordost om Cerro Amarillo de Arriba. Omgivningarna runt Cerro Amarillo de Arriba är en mosaik av jordbruksmark och naturlig växtlighet.